# 신덴바루역
신덴바루역(일본어: 新田原駅)은 일본 후쿠오카현 유쿠하시시에 위치한 규슈 여객철도 소속 철도역이며, 닛포 본선의 정차역이다.
유쿠하시 시 남부의 주택지역에 존재해, 기타큐슈의 통근 및 통학권내에 있어, 러시아워를 중심으로 고쿠라 방면으로 가는 이용객이 많다. 또, 인접하는 마을 도요쓰 지구의 제일 가까운 역이기도 하기 위해, 이 지역의 주민도 이용한다.

## 역 구조 및 승강장
단식 홈 1면 1선과 섬식 홈 1면 2선, 합계 2면 3선의 홈을 가지는 지상역. 서로의 홈은 과선교인 육교에서 연락하고 있다.
2번 승강장에서는 하루에 매시 1개 고쿠라 방면으로 되돌아와 열차가 있어 아침 · 저녁도 다수 운행되고 있다.
규슈 교통 기획이 역 업무를 수행하는 업무 위탁역이므로, 발권 창구가 설치되어 있다.
규슈 여객철도의 선불 카드를 이용할 수 있는 것도 이 역까지이다. 자동 개찰기가 설치되어 있어 2009년 도입의 SUGOCA 이용 가능역이다.
| 플랫폼 | 노선        | 방향   | 행선지                             |
| 1      | ■ 닛포 본선 | 하행선 | 나카쓰 · 우사 방면                 |
| 2      | ■ 닛포 본선 | 대비선 |                                    |
| 3      | ■ 닛포 본선 | 상행선 | 고쿠라 · 모지 항 · 시모노세키 방면 |

## 역 주변
- 신 유쿠하시 병원
- 롬 후쿠오카
- 일본 항공자위대 쓰이키 묘지

## 인접 역
| 닛포 본선                  | 닛포 본선 | 닛포 본선                 |
| -------------------------- | --------- | ------------------------- |
| 미나미유쿠하시 고쿠라 방면 | ■ 보통    | 쓰이키 가고시마 중앙 방면 |